# Horia Demian
Horia Demian (Cluj-Napoca, 9 aprile 1942 – 8 aprile 1989) è stato un cestista rumeno.

## Carriera
Con la Romania ha disputato quattro edizioni dei Campionati europei (1961, 1963, 1965, 1967).